# Oedaspis australis
Oedaspis australis är en tvåvingeart som först beskrevs av Malloch 1939.  Oedaspis australis ingår i släktet Oedaspis och familjen borrflugor. Inga underarter finns listade i Catalogue of Life.